# Nicolas Besch
Pour les articles homonymes, voir Besch.
Nicolas Besch (né le 25 octobre 1984 au Havre en France) est un joueur professionnel français de hockey sur glace, actif de 2001 à 2018. Il évolue au poste de défenseur.

## Biographie

### Carrière en club
Il commence le hockey professionnel en 2001 à l'âge de 17 ans en jouant pour les Dragons de Rouen de la première division française.
Il est champion de France en 2003 et 2006 et remporte également la Coupe de France en 2004 et 2005.
En juillet 2007, il quitte la France pour rejoindre l'Allsvenskan suédoise et le club de Leksands IF. Il est rapidement prêté à IK Nyköpings Hockey où il gagne sa place. Mais par la suite, Leksand accepte de le transférer à Sport Vaasa en Mestis. En 2009-2010, il revient une saison en France chez les Brûleurs de Loups de Grenoble. En 2011, il prend la direction de la Pologne chez le KS Cracovia Kraków. L'équipe remporte l'Ekstraliga 2013. Il commence la sa saison suivante chez le KTH Krynica avant de rejoindre le KH Sanok. Le KH Sanok décroche le titre national 2014.
En avril 2015, il revient en France en signant aux Boxers de Bordeaux.

### Carrière internationale
Il représente la France pour la première fois en 2002, lors du championnat du monde moins de 18 ans. Il est ensuite sélectionné pour le championnat du monde junior de 2004. Par la suite, il intègre l'équipe sénior de France et participe à son premier championnat du monde en 2005.

## Trophées et honneurs personnels

### Championnat de France
- 2006 : sélectionné dans l'équipe étoile des joueurs français.
- 2010 : sélectionné dans l'équipe étoile des joueurs français.

### Championnat de Pologne
- 2014 : meilleur différentiel +/- des séries éliminatoires (+20).

## Statistiques

### En club
| Saison    | Équipe              | Ligue        |    | Saison régulière | Saison régulière | Saison régulière | Saison régulière | Saison régulière |   | Séries éliminatoires | Séries éliminatoires | Séries éliminatoires | Séries éliminatoires | Séries éliminatoires |
| Saison    | Équipe              | Ligue        | PJ | B                | A                | Pts              | Pun              | PJ               | B | A                    | Pts                  | Pun                  |                      |                      |
| 2001-2002 | Rouen HE            | Élite        | 15 | 0                | 0                | 0                | 0                |                  |   |                      |                      |                      |                      |                      |
| 2002-2003 | Rouen HE            | Super 16     | 25 | 0                | 1                | 1                | 10               |                  |   |                      |                      |                      |                      |                      |
| 2003-2004 | Rouen HE            | Super 16     | 19 | 1                | 3                | 4                | 28               | 4                | 1 | 2                    | 3                    | 0                    |                      |                      |
| 2004-2005 | HC Le Havre         | Division 2   | 1  | 0                | 0                | 0                | 0                |                  |   |                      |                      |                      |                      |                      |
| 2004-2005 | Rouen HE            | Ligue Magnus | 28 | 0                | 7                | 7                | 22               | 12               | 1 | 1                    | 2                    | 14                   |                      |                      |
| 2005-2006 | Rouen HE            | Ligue Magnus | 26 | 3                | 10               | 13               | 36               | 9                | 0 | 3                    | 3                    | 20                   |                      |                      |
| 2006-2007 | Rouen HE            | Ligue Magnus | 26 | 3                | 18               | 21               | 70               | 8                | 2 | 1                    | 3                    | 8                    |                      |                      |
| 2007-2008 | Leksands IF         | Allsvenskan  | 3  | 0                | 0                | 0                | 0                |                  |   |                      |                      |                      |                      |                      |
| 2007-2008 | IK Nyköpings Hockey | Allsvenskan  | 15 | 1                | 3                | 4                | 18               |                  |   |                      |                      |                      |                      |                      |
| 2007-2008 | Sport Vaasa         | Mestis       | 17 | 3                | 1                | 4                | 16               | 5                | 0 | 0                    | 0                    | 4                    |                      |                      |
| 2008-2009 | Jukurit Mikkeli     | Mestis       | 38 | 6                | 7                | 13               | 58               |                  |   |                      |                      |                      |                      |                      |
| 2009-2010 | Brûleurs de Loups   | Ligue Magnus | 21 | 2                | 3                | 5                | 16               | 8                | 2 | 0                    | 2                    | 16                   |                      |                      |
| 2010-2011 | Jukurit Mikkeli     | Mestis       | 21 | 0                | 5                | 5                | 32               | 1                | 0 | 0                    | 0                    | 2                    |                      |                      |
| 2011-2012 | KS Cracovia Kraków  | Ekstraliga   | 38 | 10               | 24               | 34               | 91               | 9                | 1 | 1                    | 2                    | 10                   |                      |                      |
| 2012-2013 | KS Cracovia Kraków  | Ekstraliga   | 36 | 7                | 19               | 26               | 58               | 16               | 3 | 4                    | 7                    | 12                   |                      |                      |
| 2013-2014 | KTH Krynica         | Ekstraliga   | 18 | 1                | 12               | 13               | 33               | -                | - | -                    | -                    | -                    |                      |                      |
| 2013-2014 | KH Sanok            | Ekstraliga   | 25 | 4                | 21               | 25               | 60               | -                | - | -                    | -                    | -                    |                      |                      |
| 2014-2015 | GKS Tychy           | Ekstraliga   | 40 | 8                | 25               | 33               | 46               | 16               | 1 | 3                    | 4                    | 10                   |                      |                      |
| 2015-2016 | Boxers de Bordeaux  | Ligue Magnus | 25 | 2                | 10               | 12               | 26               | 10               | 0 | 1                    | 1                    | 14                   |                      |                      |
| 2016-2017 | Boxers de Bordeaux  | Ligue Magnus | 43 | 4                | 14               | 18               | 50               | 7                | 0 | 4                    | 4                    | 4                    |                      |                      |
| 2017-2018 | Boxers de Bordeaux  | Ligue Magnus | 42 | 4                | 8                | 12               | 75               | 9                | 0 | 1                    | 1                    | 10                   |                      |                      |